# 장지역시외버스정류장
장지역시외버스정류장은 서울특별시 송파구 장지동에 위치하는 대한민국의 시외버스정류장이다.
터미널 건물이 없는 간이 정류장 형식이며, 주로 동서울종합터미널에서 출발한 노선 중 수도권, 충남 일부 지역으로 가는 노선이 정차한다.

## 운행 노선
동서울종합터미널에서 출발하는 노선이 약 20분 뒤에 도착한다.
| 운행 노선 | 운행업체          | 운행구간 | 운행구간 | 운행구간   | 경유지                              | 배차 간격 | 시간표                                              |
| --------- | ----------------- | -------- | -------- | ---------- | ----------------------------------- | --------- | --------------------------------------------------- |
| 1309      | 용남고속          | 동서울   | ↔        | 천안       | 천안 나들목                         | 35~40분   | 첫차:06:00(동서울 기준) 막차:22:20(동서울 기준)     |
| 1312      | 용남고속          | 동서울   | ↔        | 온양(아산) | 천안 나들목, 천안, 봉강교           | 30~50분   | 첫차: 06:00 (동서울 기준) 막차: 22:00 (동서울 기준) |
| 1801      | 경기고속 대원고속 | 동서울   | ↔        | 인천       | 무정차                              | 20~30분   | 첫차:06:20(동서울 기준) 막차:22:00(동서울 기준)     |
| 8143      | 경기고속 대원고속 | 동서울   | ↔        | 평택       | 용이동, 평택대학교                  | 25~40분   | 첫차:06:20(동서울 기준) 막차:21:40(동서울 기준)     |
| 8147      | 경기고속 대원고속 | 동서울   | ↔        | 안산       | 의왕 요금소, 대명고등학교, 상록수역 | 20~40분   | 첫차:06:50(동서울 기준) 막차:22:00(동서울 기준)     |

## 특이 사항
- 장지역 3번 출구 쪽 가로변차로 정류장에서 승차하며, 하차는 맞은편 가락시장 방향 중앙차로 버스정류장(장지역.가든파이브(중))에서 내린다.
- 매표소가 없으므로 현금 및 교통카드를 이용해서 승차해야 한다. 또는 모바일예매어플을 이용하여 예매한후 QR코드로 승차가능하다.
- 출발지인 동서울종합터미널과 이전 경유지인 잠실, 가락시장에서 승객을 모두 태운 버스는 승차할 수 없다.

## 같이 보기
- 장지역